# Erik I di Norvegia
Erik I Haraldsson, detto Ascia Insanguinata (in norvegese Eirik Blodøks; 895 – 954), fu re di Norvegia dal 930 al 934 e di Northumbria per due volte (948-949 e 952-954).

## Le fonti e il soprannome

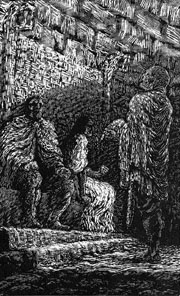
Erik e Gunnhild accanto a Egill Skallagrimsson al cospetto

Sulla base dei pochi dati certi disponibili, gli studiosi hanno tentato di ricostruire le informazioni riguardanti la vita e il regno di Erik. Si suole distinguere fra le fonti coeve, o poco lontane nel tempo, incentrate sul ruolo di Erik in veste di sovrano del Regno di Northumbria, e le saghe, che forniscono notizie preziose sulla vita di Erik di Norvegia, il condottiero che governò il Vestlandet nel corso del decennio del 930. Fin dal XII secolo, gli scritti norvegesi ritengono che si trattasse dello stesso personaggio storico. Malgrado ciò, tale conclusione ha causato forti dibattiti in ambito storiografico, finendo infine ad accettarne la veridicità. Altri storici, invece, hanno sostenuto che i norvegesi avessero unificato la figura di due diversi uomini consultando anche le fonti inglesi, sebbene tale argomentazione non risulta universalmente accettata.
Le fonti coeve o che poco si discostano nel tempo constano di differenti versioni della Cronaca anglosassone, dei conii di Erik, dell'agiografia di Cadroe di Metz e di varie opere degli scaldi. Alcune fonti offrono soltanto un'immagine nebulosa delle attività che Erik eseguì nell'Inghilterra anglosassone. La scarsa conoscenza di alcune notizie relative alla vita di Erik da parte degli autori inglesi sembra cozzare con le ricche, particolareggiate e leggendarie saghe dei re, dove egli viene menzionato già nei racconti riguardanti il padre Harald I di Norvegia e il fratellastro minore Haakon I di Norvegia. Queste informazioni si rintracciano nell'Historia Norvegiæ, risalente al tardo XII secolo, nell'Historia de antiquitate regum Norwagiensium di Theodoricus monachus, più o ultimata meno dello stesso periodo, nell'Ágrip af Nóregskonungasögum, anch'essa del tardo XII secolo, nella Saga degli uomini delle Orcadi, dell'inizio del XIII secolo, nella Fagrskinna del 1220 circa, nella Heimskringla del 1225 circa, nella Egils saga, della prima metà del XIII secolo, e, infine nella Óláfs saga Tryggvasonar mesta del 1300 circa. Quanto l'Erik ritratto dalle saghe corrispondesse a quello effettivo resta oggetto di dibattito in ambito storiografico. Solitamente, il giudizio degli accademici appare più critico verso le fonti scritte prima dell'XI secolo, malgrado non vi sia unanimità.
Anche il suo soprannome ascia di sangue è oggetto di dibattito. Non è pacifico che la sua presenza in due lausavísur di Egill Skallagrímsson avvenne davvero nel X secolo o se si trattò di un'interpolazione successiva, quando ormai a Erik si erano dedicate diverse leggende. Non v'è alcuna garanzia della sua presenza significativa nelle narrazioni antecedenti al XII secolo, quando viene indicato nell'Agrip e poi nell'Historia con la traduzione latina, sanguinea securis. Le saghe, solitamente, narrano che tale soprannome si diffuse a seguito dell'omicidio dei propri fratellastri, compiuto da Erik per assicurarsi il governo dell'intero paese. Su questa scia, il monaco Teodorico lo chiama fratrum interfector (traducibile come "fratricida"), mentee la Fagrskinna lo descrive come un vichingo violento e razziatore.

## Una famiglia di difficile ricostruzione

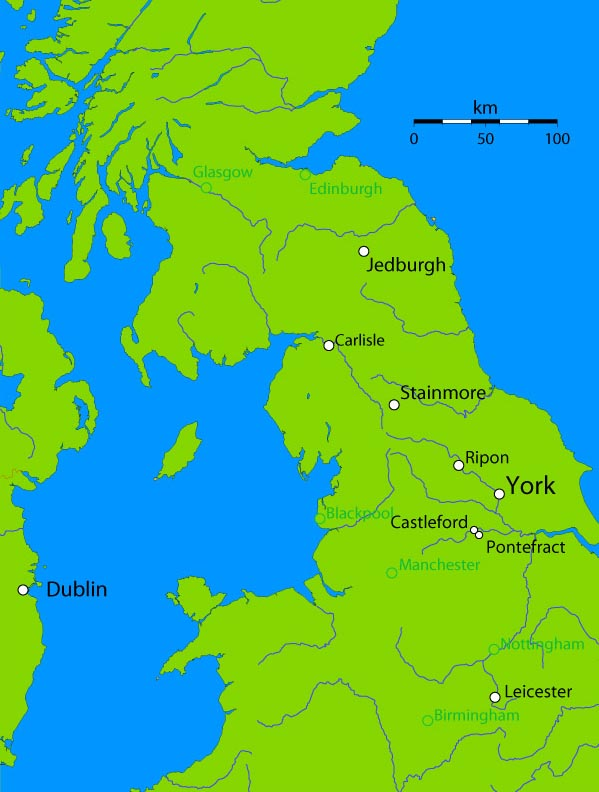
Cartina dell'Inghilterra e dei principali centri all'epoca di Eric

La Cronaca anglosassone parlando di Erik lo chiama figlio di Harald supponendo che i lettori abbiano una certa famigliarità con la materia, nel XII secolo Giovanni di Worcester aveva ragione di credere che Erik fosse di stirpe reale e lo esplicita nella frase Danica stirpe progenitum che era già stata usata per descrivere il re di Northumbria Sitric Cáech (morto 927). Queste fonti appaiono coincidenti con le tradizioni islandesi e norvegesi che sono esplicite nell'indicare Erik di Northumbria come uno dei figli di Harald I di Norvegia. I poemi attribuibili a Egill Skallagrímsson contribuiscono a rafforzare quest'ipotesi, anche se sono stati espressi dubbi circa la datazione e l'integrità dei versi che sono giunti fino a noi. Uno di questi versi parla di un incontro avvenuto in Inghilterra con un uomo della stirpe di Harald, mentre l'Arinbjarnarkviða considera il reggente di York quale discendente di Halfdan il Nero appartenente alla dinastia degli Ynglingar. Se queste fonti sono genuine e veritiere costituiscono l'unico indizio diretto che collega Erik alla famiglia reale norvegese risalente al periodo in cui egli visse.
Un altro Harald piuttosto noto dell'epoca è Aralt mac Sitric re di Limerick, il probabile padre di Maccus (morto fra il 984 e il 987) e Gofraid mac Aralt (morto 989), due importanti nobili del tempo. A questo dato si dà una certa rilevanza poiché i due fratelli insieme a un certo Erik vengono indicati quali governatori delle Isole Ebridi, molto tempo dopo Edoardo I d'Inghilterra scrisse una lettera a Papa Bonifacio VIII ricordandogli di un certo Erik che avrebbe governato la Scozia anche se sotto l'egida del governo inglese.
Nel XIX secolo si è considerato anche Aroldo I di Danimarca quale vero padre di Erik identificandolo con uno dei suoi figli chiamato Hiring. L'unica fonte autorevole che cita un figlio con quel nome è Adamo da Brema che in una delle sue opere cita le Gesta Anglorum ricordando un aneddoto circa le avventure in terra straniera di questo Hiring secondo il quale egli sarebbe andato in Inghilterra e avrebbe soggiogato l'isola per finire poi ucciso a tradimento in Northumbria. C'è da dire che per quanto questo racconto possa essere stato ispirato dall'ascesa e dalla caduta di Erik i tempi non coincidono poiché Aroldo I nacque attorno al 935 quando Erik era già asceso al trono.
Altri dettagli circa la sua famiglia possono essere ricavati solo dalle saghe norvegesi e islandesi del XII e XIII secolo, essendo così distanti nel tempo rispetto alla sua vita vanno quindi prese con la dovuta circospezione e il loro valore storico è necessariamente limitato. Harald I è visto come un uomo assai prolifico e poligamo e il numero di figli a lui attribuiti varia da 16 a 20. Molte opere tacciono circa l'identità della madre di Erik, ma altre, come le saghe islandesi e la Heimskringla, asseriscono che egli fosse figlio di Ragnhildr, figlia a sua volta di Erik sovrano dello Jutland meridionale. La possibilità che Harald avesse sposato una principessa danese è supportata da alcuni versi attribuiti al poeta Þorbjörn Hornklofi che elogiano le imprese del re sotto forma di un dialogo fra un corvo e una Valchiria.

## I dubbi sulle nozze

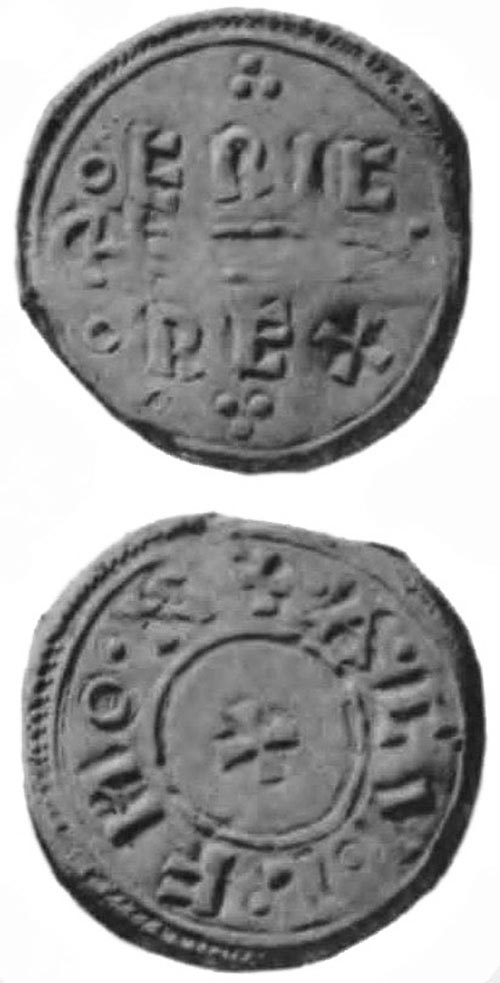
Monete coniate a York

Secondo diverse saghe Erik passò l'infanzia e buona parte della giovinezza presso dei parenti, circa i suoi anni da adolescente ce ne viene fornito un ragguardevole ritratto dall'Heimskringla secondo la quale Erik, all'età di dodici anni, sembrava già possedere una forza prodigiosa oltre che ad essere un ragazzo di valore e per questo intraprese la via della pirateria. Per quattro anni razziò le coste del Mar Baltico insieme a quelle di Danimarca, Frisia e Germania, nei quattro anni successivi batté le coste di Scozia, Galles, Irlanda e Francia arrivando anche in Lapponia e nella Russia settentrionale. Riferendosi a quest'ultimo viaggio la Egils saga afferma che Erik navigò lungo la Dvina arrivando a saccheggiare dei porti nella Permia.
Per quanto riguarda la sua vita famigliare bisogna affidarsi alla vita scritta su Cadroe di Metz scritta attorno all'anno 1000 e quindi piuttosto vicina a lui nel tempo. Questa afferma che il re di Cumbria condusse Cadroe presso il confine fra i territori degli scandinavi e quelli dei britanni, e qui venne ricevuto da un nobile che lo condusse da tale Erichius, nella città di York, giacché la moglie di questi era una parente del venerabile Cadroe.
Considerato quel che si conosce del santo è probabile che questa donna fosse di ascendenza scozzese o britannica, tuttavia questo racconto va in netta contrapposizione con le saghe di più tarda datazione. Secondo la Egils saga la moglie di Erik era Gunnhild, la madre dei re, quest'interpretazione la Egils saga la prende da una saga ancora precedente dove tuttavia ella non viene mai chiamata per nome così che si può credere che il nome Gunnhild sia stato introdotto dalla Egils saga e non prima.
Tutte le saghe sono tuttavia concordi nell'affermare che Erik abbia vissuto con una donna con quel nome, l'ancor più antica Historia afferma che Gunnhild era figlia di Gorm il Vecchio e quindi sorella di Aroldo I di Danimarca. Altre saghe la vogliono figlia di Ozur Toti un comandante norvegese che calò con grande potenza dalla provincia di Hålogaland, almeno secondo l'Egils saga e l'Heimskringla. L'ostilità degli islandesi verso Gunhhild è stata considerata come una delle possibili cause per la sua dissociazione dalla casa reale danese.
Il problema non è di facile soluzione, si pensa che la vita di Cadroe si riferisca erroneamente ad Eric sostituendolo al suo predecessore Amlaíb Cuarán la cui seconda moglie Dunflaith era effettivamente di origine irlandese, si è suggerito anche che Erik non fosse strettamente monogamo e che quindi l'esistenza di una moglie non esclude l'altra. L'ultima possibilità è che Erik ed Erichius non siano la stessa persona.
Erik salì al trono alla morte di Harald I, incapaci di resistergli oltre, nel 934 circa, i nobili norvegesi lo scacciarono dal trono. Dopo essersi ripreso da questo colpo politico, si recò in Northumbria, dove fu scelto come sovrano con la speranza di ottenere l'appoggio per l'indipendenza dai Sassoni.
Nel 948, Edred, re del Wessex, invase la Northumbria, deponendo Erik.
I Northumbri elessero subito Olaf Sihtricson, ma questi fu rimosso da Erik, che tornò nel 952.
Erik regnò a York per due anni prima di essere ucciso da un rivale.

## Discendenza
Dalla moglie Gunnhildr, figlia di Össur Toti, ebbe::
- Gamli Eiríksson (? - 960)
- Guthormr Eiríksson (?-960)
- Haraldr Eiríksson "Gråfell" (?-970), re di Norvegia (c.961 - 970)
- Ragnfrøðr Eiríksson (-970)
- Ragnhildr Eiríksdottir, sposò Arnfin Torfinnsson, jarl delle Orcadi; poi Havard Torfinnsson, anch'esso jarl delle Orcadi; infine Ljot Torfinnsson.
- Erlingr Eiríksson (?-970)
- Guðrøðr Eiríksson (?-999)
- Sigurðr Eiríksson "Slefa" (?-970)
- Ragnvaldr Eiríksson (?-940)